# الرسالة المسروقة
«الرسائل المسروقة» (بالإنجليزية: The Purloined Letter)‏ هي قصة قصيرة كتبها الكاتب الأمريكي إدغار آلان بو. وهذه هي ثالثة القصص البوليسية الثلاث التي شاركت فيها شخصية سي أوغست دوبين، والأخريان هما «جرائم شارع مورغ» و «لغز ماري روجيه». وتعتبر هذه القصص مهمة كونها سابقة في الأدب البوليسي الحديث. ظهرت للمرة الأولى في الأدبية السنوية «هدية عام 1845» (1844) وأعيد طبعها في العديد من المجلات والصحف.

## ملخص الحبكة
يناقش الراوي المجهول مع المحقق الباريسي الهاوي الشهير سي أوغست دوبين، بعض قضاياه الشهيرة جدا عندما انضم إليهم مدير الشرطة، رجل يُعرف باسم جي. لدى المدير قضية لمناقشتها مع دوبين.
سرق الوزير عديم الضمير دي، رسالة من مخدع امرأة مجهولة. يقال أنها تحتوي على معلومات للمساومة. كان دي في الغرفة، ورأى الرسالة، واستبدلها بأخرى بلا قيمة، وابتز ضحيته.
يطرح مدير الشرطة استنتاجين، لا يعترض دوبين عليهما:
1. لم تُكتشف محتويات الرسالة، لأن ذلك كان سيؤدي إلى بعض الملابسات التي لم تظهر بعد. بالتالي مازالت الرسالة في حوزة الوزير دي.
2. القدرة على إبراز هذه الرسالة في أي لحظة هي بأهمية حيازتها. لذلك لا بد أن تكون الرسالة قريبة من متناول يده.

يقول مدير الشرطة أنه ومحققو الشرطة فتشوا النُزُل الوزاري حيث يبقى دي ولم يجدوا شيئًا. تفقدوا وراء ورق الجدران وتحت السجاد. فحص رجاله الطاولات والكراسي بعدسات مكبرة ثم بحثوا في الوسائد بالإبر، لكن لم يعثروا على أي علامات لوجودها، فالرسالة لم تُخبّأ في هذه الأماكن. يسأل دوبين مدير الشرطة إذا كان يعرف ما يبحث عنه، ويتلو مدير الشرطة وصفا تافها للرسالة التي يتذكرها دوبين، ثم تمنى لهم مدير الشرطة يوما طيبا.
يعود مدير الشرطة بعد شهر، ومازال متحيرا في بحثه عن الرسالة المفقودة. وكان متحمسا لمواصلة بحثه غير المثمر بسبب الوعود بمكافأة كبيرة، مضاعفةً فيما لو أُعيدت الرسالة بأمان، وسيدفع 50000 فرنك لأي شخص يساعده. يطلب دوبين منه شيكا في الحال ويعده بأن يقدم له الرسالة. دُهش مدير الشرطة، إلا أنه علم أن دوبين لم يكن يمزح. يكتب له المدير شيكا، ويبرز دوبين الرسالة، ويقرّ المدير بأنها حقيقة ويسابق لتسليمها للضحية.
يسأل الراوي دوبين عندما كانا بمفردهما كيف وجد الرسالة. شرح دوبين أن شرطة باريس مختصة ضمن حدودها، لكنهم قللوا من شأن من يتعاملون معهم. لم يفلح مدير الشرطة مع الوزير دي كالأحمق لأنه شاعر. يشرح دوبين على سبيل المثال كيف تمكّن صبي يبلغ من العمر ثمان سنوات من تكوين ثروة صغيرة عن طريق أصدقائه في لعبة تسمى أودز اند إيفينز. حدد الصبي ذكاء خصومه ولعب على أساس ذلك لتحديد خطوته التالية. يشرح أن دي علم أن محققي الشرطة افترضوا أن المبتزّ قد أخفى الرسالة في مكان مدروس، ولذلك وضعها على مرأى من الجميع.
يقول دوبين أنه زار الوزير في فندقه، مرتديا نظارات خضراء بحجة شكواه من ضعف عينيه، لكن الغرض الحقيقي منها هو إخفاء عينيه أثناء بحثه عن الرسالة. رأى رسالة نصف ممزقة على رف بطاقات معلقة بشريط متسخ وأدرك أنها الرسالة المسروقة، وبينما تبادلا أطراف الحديث حول موضوع يهم الوزير، فحص دوبين الرسالة عن كثب. لم تكن الرسالة تشبه بدقة التي وصفها مدير الشرطة، كانت الكتابة مختلفة، ولم تُختم بشعار الدوقية لعائلة إس وإنما بأحرف دي. لاحظ دوبين أن الورقة قد خُدشت وكأنما لُفّت الورقة الصلبة بطريقة ما ثم بأخرى، وخلص دوبين إلى أن دي كتب عنوانا جديدا على ظهر العنوان الأصلي، وطواه بالطريقة المعاكسة وأغلقه بختمه الخاص.
ترك دوبين علبة السعوط كحجة للعودة في اليوم التالي، وعند استئنافهم للحديث الذي بدأوه في اليوم السابق، دُهش دي من سماع إطلاق نار في الشارع، وعندما ذهب للتحقيق في الأمر، بدّل دوبين رسالة دي بنسخة طبق الأصل.
يشرح دوبين أنه رتّب لإطلاق النار من أجل إلهاء الوزير، وأنه ترك رسالة مطابقة لضمان قدرته على مغادرة الفندق دون أن يشك دي في تصرفاته، فلو انه حاول الحصول عليها علنا لربما قد قتله دي. يأمل دوبين- كمؤيد سياسي للملكة وعدو قديم للوزير الذي قام بأذية دوبين في فيينا فيما سبق- أن يستخدم دي السلطة التي لم يعد يمتلكها في سقوطه سياسيا، وفي النهاية يُقدّم بملاحظة مهينة تشير إلى أن دوبين كان اللص.

## روابط خارجية
- الرسالة المسروقة على موقع الموسوعة البريطانية (الإنجليزية)